# NEVER END (SIAM SHADEの曲)
「NEVER END」（ネヴァーエンド）は、SIAM SHADEの9枚目のシングル。1998年10月28日にリリース。

## 解説
TBS系『ランク王国』オープニングテーマ。初回限定盤のみピクチャーCD仕様。
前奏やAメロが5/4拍子、そのほかの部分が4/4拍子という楽曲。記載されていないサビの部分の歌詞は、歌詞サイトなどで公開されている。
『ミュージックステーション』『COUNT DOWN TV』にて披露された。
2007年11月14日に、12cmCDとして再発された。
累計売上枚数は、約8.2万枚。

## 収録曲
全作詞・作曲・編曲：SIAM SHADE名義。
1. NEVER END [3:45]
作詞:栄喜、原曲:DAITA
ベストアルバム『SIAM SHADE XI COMPLETE BEST 〜HEART OF ROCK〜』の収録曲を決めるファン投票で22位を記録した。
2. Crime [4:35]
作詞・原曲:KAZUMA
3. NEVER END (Backing Track) [3:45]

## 収録アルバム
| 曲名      | アルバム                                          | 発売日         | 備考                           |
| --------- | ------------------------------------------------- | -------------- | ------------------------------ |
| NEVER END | 『SIAM SHADE V』                                  | 1998年12月2日  | メジャー4thオリジナルアルバム  |
| NEVER END | 『SIAM SHADE IX A-side Collection』               | 2002年3月6日   | ベストアルバム                 |
| NEVER END | 『SIAM SHADE X 〜THE PERFECT COLLECTION〜』       | 2002年11月27日 | ボックス・セット               |
| NEVER END | 『SIAM SHADE XI COMPLETE BEST 〜HEART OF ROCK〜』 | 2007年9月26日  | ファン投票によるベストアルバム |
| NEVER END | 『SIAM SHADE XII 〜The Best Live Collection〜』   | 2010年10月27日 | ライブベストアルバム           |
| Crime     | 『SIAM SHADE VIII B-side Collection』             | 2002年1月30日  | ベストアルバム                 |
| Crime     | 『SIAM SHADE X 〜THE PERFECT COLLECTION〜』       | 2002年11月27日 | ボックス・セット               |